# Faculté de droit, de science politique et de criminologie de l'université de Liège
La faculté de droit, de science politique et de criminologie de l'université de Liège est l'une des facultés de l'université de Liège située à Liège en Belgique. Elle regroupe les départements de droit et de science politique ainsi que l'École liégeoise de criminologie Jean Constant.
L'actuel doyen de la faculté est le Professeur Yves-Henri Leleu.

## Historique
L'histoire de la faculté de droit débute avec celle de l'université de Liège le 25 septembre 1816. En effet, la faculté de droit est, avec les facultés de médecine, de sciences et de philosophie, une des quatre facultés fondée lors de la création de l'université.

## Bâtiment

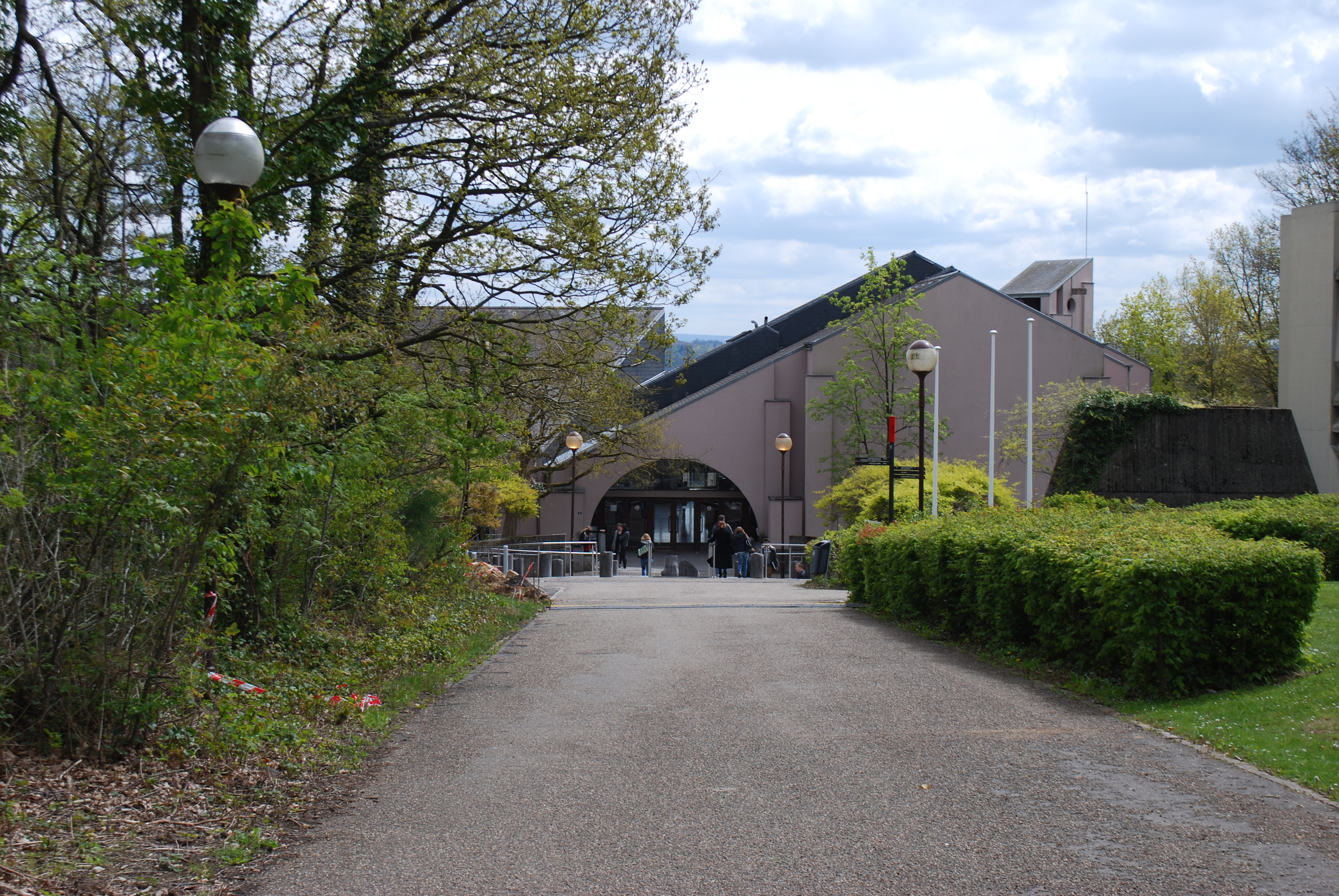
Entrée du bâtiment de la faculté

Le bâtiment de la faculté de droit, d'après les plans de l'architecte Claude Strebelle et inauguré en 1981, est situé boulevard du Rectorat, 7 au sein du campus du Sart Tilman.

## Formation

### Droit
Bachelier (3 ans)
- Bachelier en droit

Masters (2 ans)
- Masters en droit, à finalité spécialisée
  - droit privé (aspects belges, européens et internationaux)
  - droit public et administratif (aspects belges, européens et internationaux)
  - droit des affaires (aspects belges, européens et internationaux)
  - droit social (aspects belges, européens et internationaux)
  - droit pénal (aspects belges, européens et internationaux)
  - mobilité interuniversitaire (séjour Erasmus ou autre d'un quadrimestre ou un an)
  - gestion et gestion-droit (cette finalité donne accès au master en sciences de gestion à finalité droit et gestion. En une année d'études, l'étudiant pourra ainsi acquérir le diplôme de master en sciences de gestion)

Masters complémentaires (1 an)
- droit européen, droit de la concurrence et propriété intellectuelle (bilingue français/anglais)
- droit fiscal (à horaire décalé)
- notariat

Doctorat
- Doctorat en sciences juridiques

### Sciences politiques
Bachelier (3 ans)
- Bachelier en sciences politiques

Masters (1 an)
- Master en sciences politiques, orientation générale

Masters (2 ans)
- Masters en sciences politiques, orientation générale, à finalité spécialisée
  - Politiques européennes
  - Politiques européennes - relations euro-méditerranéennes (nouveau à partir de 2011-2012 : double diplôme avec l'université de Catane)
  - Administration publique
  - Relations internationales
  - Science, technologie et société (nouveau à partir de 2011-2012 : double diplôme avec l'université de Maastricht)

Doctorat
- Doctorat en sciences politiques et sociales

### Criminologie
Masters (2 ans)
- Master en criminologie à finalité spécialisée en criminologie interpersonnelle[3]
- Master en criminologie à finalité spécialisée en en organisations criminelles et analyse du crime[4]
- Master en criminologie à finalité approfondie[5]

## Publication
- Revue de la faculté de droit de l'université de Liège (Anciennement intitulée Annales de la faculté de droit, puis Actualités du droit).
- Orbiter Dictum, journal des étudiants de la Faculté de Droit, de Science Politique et de Criminologie de l'Université de Liège[6].

## Centres de recherche
- Association belge francophone pour le droit de l'aménagement du territoire et de l'urbanisme, ASBL
- Centre interuniversitaire de droit notarial (CIDN)
- Cellule d'appui politologique  – Afrique - Caraïbes (CAPAC)
- Center for International Relations Studies (CEFIR)
- Centre d’Etude sur le Terrorisme et la Radicalisation (CETR)
- Centre Liégeois d'Histoire du Droit (CLHD)
- Chroniques du droit à l'usage des juges de paix et de police
- Chroniques notariales
- Commission royale droit et vie des affaires (CrDVA)
- Commission université-Palais (CUP)
- Démocratie
- European Studies Unit (ESU)
- Groupe d'étude et de recherche Droit et Art (gerDA)
- Institut de la décision publique (IDPublique)
- Institut d'études juridiques européennes F. Dehousse (IEJE)
- Institute for Business Dispute Resolution (IBDR)
- Liege Competition and Innovation Institute (LCII)
- Spiral, recherche interdisciplinaire sur le risque et la gouvernance
- Tax Institute

## Associations et cercles d'étudiants
Département de droit
- Cercle des étudiants en droit (CED)
- European Law Students' Association - Liège (ELSA)[7]

Département de science politique
- Cercle des étudiants en science politique et administration publique (CESPAP)

Département de criminologie
- Association liégeoise des étudiants en criminologie (ALEC)

Comité de baptême
- Comité de baptême de Droit (CB Droit)

## Personnalités liées à la faculté

### Professeurs
- Fernand Dehousse
- Renaud Dehousse
- Georges Kellens [9]
- Jean Claude Lahaut
- Gérard Galopin
- Ernest Mahaim
- Léon Graulich
- François Perin
- Melchior Wathelet (père)
- Michel Pâques
- Christian Behrendt
- Wim Decock

### Alumni
- Véronique Ancia, juge d'instruction
- Henri Ansiau (1810-1879), homme politique, ancien député
- Henri de Brouckère (1801-1891), homme politique, ancien premier ministre
- Christine Defraigne (1962-), femme politique, députée régionale et sénatrice
- Willy Demeyer (1959-), homme politique, bourgmestre de Liège
- Édouard Ducpétiaux (1804-1868), journaliste
- Walthère Frère-Orban (1812-1896), ancien premier ministre
- Jean Gol (1942-1995), homme politique
- Pierre Harmel (1911-2009), ancien premier ministre
- Joseph Lebeau (1794-1865), ancien premier ministre
- Edmond Leburton (1915-1997), ancien premier ministre
- Charles Magnette (1863-1937), homme politique, ancien président du Sénat
- Jules Malou (1810-1886), ancien premier ministre
- Jean-Claude Marcourt (1956-), homme politique, ministre régional
- Jean-Baptiste Nothomb (1805-1881) , ancien premier ministre
- Laurette Onkelinx (1958-), femme politique ministre fédérale
- Didier Reynders (1958), homme politique, ministre fédéral
- Charles Rogier (1800-1885), ancien premier ministre

### Professeurs actuels
- Christian Behrendt, constitutionnaliste
- Wim Decock, historien du droit
- Édouard Delruelle, philosophe

### Source
- Patrick Wautelet, « La Faculté de droit de l'université de Liège : Notes historiques succinctes » [PDF]